# Nathalie Santamaria
Nathalie Santamaria és una cantant francesa nascuda a Ajaccio, Corse-du-Sud, l'any 1973. Fou la representant de França al Festival de la Cançó d'Eurovisió 1995.

## Biografia
Nathalie Santamaria va estudiar musicologia (piano i cant) al Conservatori Nacional de Niça.

### Festival de la Cançó d'Eurovisió 1995
El 1995, Nathalie Santamaria va ser escollida internament per France Télévision per representar França al Festival d'Eurovisió amb el títol Il me donne rendez-vous. Aquesta cançó tracta de les successives trobades d'una jove amb el seu amant.
El 13 de maig de 1995, al Point Theatre de Dublín (Irlanda), durant el 40è Festival de la Cançó d'Eurovisió, Nathalie va interpretar Il me donne rendez-vous íntegrament en francès. Per primera vegada, Nathalie cantava en un gran escenari davant del públic.
Nathalie va acabar en 4a posició de 23 participants amb 94 punts i obtingué un dels millors resultats de França. Tot i que va aconseguir una bona classificació, igualant la 4a posició de Patrick Fiori a Eurovisió 1993, Santamaria no va aconseguir l'èxit esperat després de la competició.

## Discografia
- 1995: Il me donne rendez-vous (CD single 2 temes - Eurovisió 1995)
- 1997: Entre rêve et réalités (àlbum)